# A meggyilkolt költők éjszakája
A meggyilkolt költők éjszakája (oroszul Ночь казнённых поэтов)
13 prominens zsidó író, költő, zenész, színész és más művész meggyilkolására utal 1952. augusztus 12-ről augusztus 13-ra virradóra Moszkvában.
A művészeket Joszif Visszarionovics Sztálin utasítására végezték ki titokban a hírhedt Lubjanka börtön pincéjében. Ugyanezen az éjszakán a Sztálin autógyár tíz szintén zsidó „szabotőr mérnökét” is kivégezték.

## Az áldozatok
- Perec Markis
- David Bergelszon
- Iszaak Fefer
- Lejb Kvitko
- David Gofstejn
- Venyiamin Zuszkin
- Szolomon Lozovszkij
- Borisz Simeliovics
- Leon Talmi
- Ilja Vatyenberg
- Csajka Osztrovszkaja
- Emilija Tyeumin
- Szolomon Bregman

## Fordítás
- Ez a szócikk részben vagy egészben  a   Night of the Murdered Poets című angol Wikipédia-szócikk fordításán alapul.  Az eredeti cikk szerkesztőit annak laptörténete sorolja fel. Ez a jelzés csupán a megfogalmazás eredetét és a szerzői jogokat jelzi, nem szolgál a cikkben szereplő információk forrásmegjelöléseként.